# Хараламбидис, Константинос
Константинос (Костас) Хараламбидис (греч. Κώστας Χαραλαμπίδης; 25 июля 1981, Никосия, Республика Кипр) — кипрский футболист, полузащитник. Входит в тройку лидеров в истории сборной Кипра по сыгранным матчам и забитым мячам.

## Игровая карьера
Начал карьеру в сезоне 1998/99 в АПОЭЛе, но нечасто попадал в основу. Находился в команде с 1997 по 2004 год. Провёл 101 матч, забил 25 мячей. В 2004 году перешёл в «Панатинаикос», попадал в основу ещё реже, забил 1 гол. В 2006 году он был арендован ПАОКом, провёл 16 игр, забил 1 мяч. В 2007—2008 гг. играл во Второй Бундеслиге за «Карл Цейсс». Там он тоже редко выходил на поле.
В 2008 году вернулся в родной клуб, за который выступал до 2016 года. Иван Йованович — главный тренер АПОЭЛ, выпускал Харалампидиса на матчи Лиги чемпионов 2009/10. В Лиге чемпионов 2011/12 он находился, в основном, в запасе. Провёл 91 игру, забил 20 голов.
Перед сезоном 2016/17 35-летний Хараламбидис перешёл в АЕК из Ларнаки.
За сборную Кипра играл с 2003 по 2017 год.

## Тренерская карьера
После завершения игровой карьеры работал в сборной Кипра: возглавлял команду игроков до 17 лет, а также входил в тренерский штаб первой сборной. В июне 2023 года возглавил клуб «Красава».

## Достижения
- Чемпион Кипра (2): 2012/13, 2013/14
- Обладатель Кубка Кипра (1): 2013/14